# Volksplein (Shanghai)

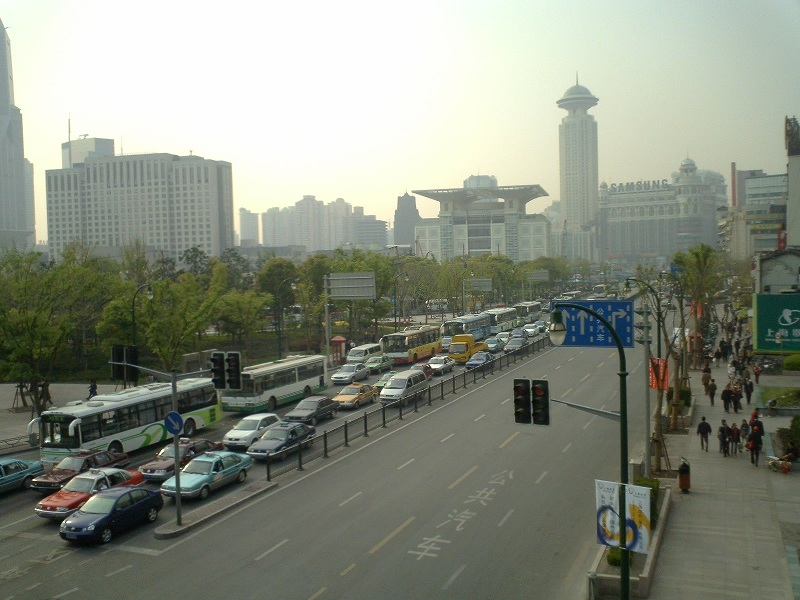
Verkeer rond het Volksplein

Het Volksplein (人民广场), ook wel People's Square genoemd, is een groot plein in het district Huangpu in de Chinese metropool Shanghai.
Bij het plein zijn verschillende belangrijke gebouwen te vinden, onder andere:
- Shanghai-theater
- Shanghai-museum

Onder het plein ligt metrostation People's Square.